# Conde de Newport

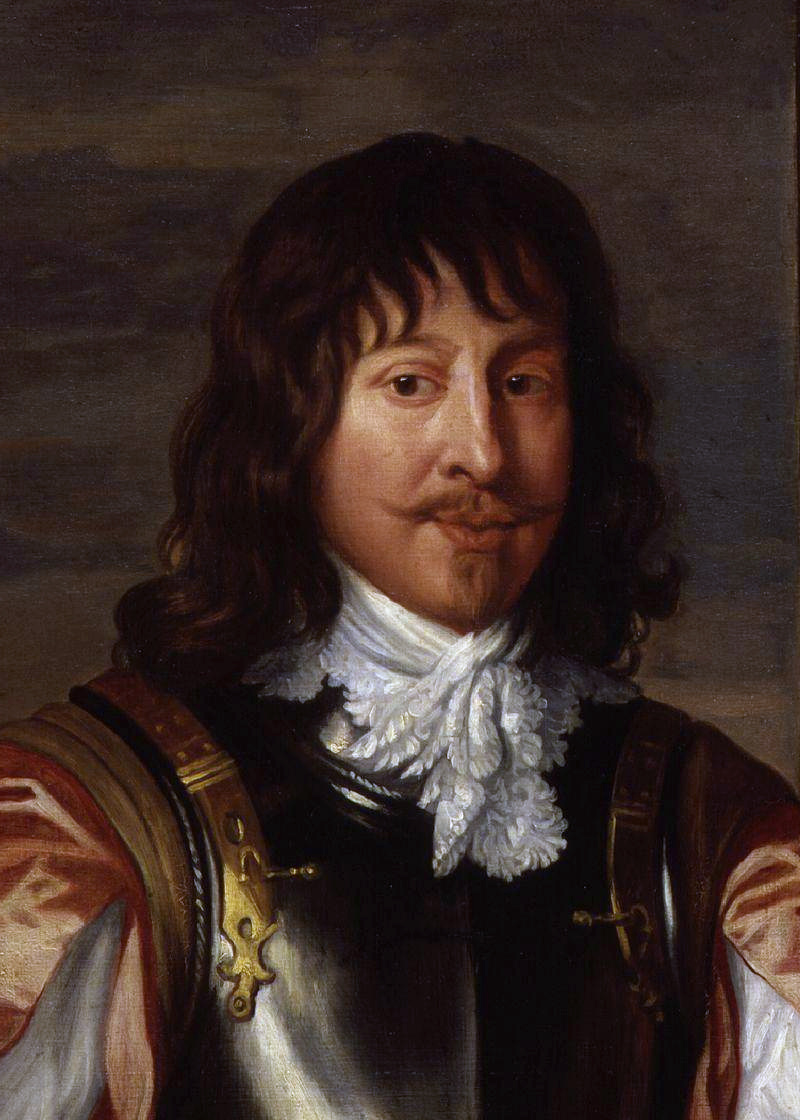
El conde de Newport: detalle de un retrato doble con Lord Goring de Sir Anthony van Dyck.

El Conde de Newport, en la Isla de Wight, fue un título en la nobleza de Inglaterra. Fue creado en 1628 para Mountjoy Blount, I barón de Mountjoy, un hijo ilegítimo de Charles Blount, I conde de Devonshire. Ya se le había creado Barón Mountjoy, de Mountjoy Fort en el Condado de Tyrone, en la nobleza de Irlanda en 1618, y Barón Mountjoy, de Thurveston en el Condado de Derby, en la nobleza de Inglaterra en 1627. Este último título fue originalmente creado con precedencia por delante de aquellos barones creados entre el 20 de mayo y el 5 de junio de 1627. Esta precedencia fue posteriormente revocada por la Cámara de los Lores. Los tres hijos sobrevivientes del primer Conde fueron "todos idiotas", y existe cierta confusión sobre sus nombres y fechas de fallecimiento. Los registros parroquiales indican que el segundo Conde, llamado ya sea George o Mountjoy, falleció en Newport House en Londres, y fue enterrado en St Martin-in-the-Fields en marzo de 1675; su hermano Thomas, el tercer Conde, fue enterrado en Weyhill en mayo de 1675; y su hermano menor Henry fue enterrado en Great Harrowden (hogar de su cuñado, Nicholas Knollys) en septiembre de 1679. A su muerte, todos los títulos de su padre se extinguieron.

## Condes de Newport (1628-1679)
- Mountjoy Blount, I conde de Newport (1597-1666)
- Mountjoy (George) Blount, II conde de Newport (fallecido en 1675)
- Thomas Blount, III conde de Newport (fallecido en 1675)
- Henry Blount, VI conde de Newport (fallecido en 1679)